# 秃秃大王
《秃秃大王》是张天翼写于1933年的童话故事。秃秃大王是一个面容可怖的暴君，没有头发，红眼睛，脸上发霉长菌子；脾气暴躁，爱钱如命，每晚都要把金银吃到肚子里；嗜吃蚂蚁，蚯蚓和人肉丸子等令人作呕的食物；生气的时候牙齿就会变长，高兴的时候牙齿就变短。秃秃大王狩猎过程中发现了美丽的农家女子干干小姐，就打算强娶，还捉走了干干的父母做人肉丸子。干干的弟弟冬哥儿和邻居的女儿小明曾寄希望于骗子神仙和贪财老和尚，终究没能救出父母。冬哥儿也被秃秃的爪牙狮子狗大狮骗到秃秃宫关起来。大狮还打算用同样的办法骗来小明，但被识破，反被村里的人们捉住。村里的人强迫大狮带路，冲进秃秃宫，救出了被囚禁的人。秃秃大王气急败坏，被自己长长的牙齿顶上了天。众人用扇子扇风，吹断了牙齿，最终秃秃大王跌落下来，不知所踪。
故事具有鲜明的共产主义色彩（从来就没有神佛，以及“人民的力量”）。主人公秃秃大王很容易使人联想到当时中国的最高统治者蒋介石。尽管故事恐怖血腥，但由于意识形态高度符合宣传要求，故事在1949年后多次再版，至今仍是常见的推荐童话书目。